# ROM hacking
ROM hacking – proces modyfikacji zawartości obrazu (zrzutu) pamięci ROM, przechowującego instrukcje i dane gry komputerowej. Umożliwia to modyfikację grafiki, języka, dialogów, poziomów i innych elementów rozgrywki.
W ROM hackingu zazwyczaj stosuje się edytory heksadycymalne i wyspecjalizowane programy: edytory do obróbki elementów grafiki i narzędzia specjalnie zaprojektowane na potrzeby modyfikacji danej gry. Używa się ich do modyfikacji poziomów, przedmiotów, zdarzeń itp. Niekiedy stosuje się również narzędzia typu asemblery i debugery. Gotową łatkę rozpowszechnia się zazwyczaj za pośrednictwem internetu. W zmodyfikowaną wersję gry można grać na emulatorze danej konsoli lub konsoli, która uruchomi zmodyfikowaną grę.